# Батко Георгия
Батко Георгия е български търговец от Куманово от XIX век, станал символ на града. В 2006 година на Градския площад в Куманово е издигната негова бронзова статуя.

## Биография
Роден е в кумановското село Младо Нагоричане, тогава в Османската империя. Заселва се в Куманово, където се занимава с търговия. Умира в 70-те години на XIX век.
Георгия е голям шегаджия и е известен с бохемския си живот. Уважаван е и от християните, и от мюсюлманите. Възпят е в народната песен „Умрея Батко Георгия“, в която се описват трите му желания – за чашка ракия, за шарени волове и за хубава невеста. Песента е обработена от известните композитори Власто Николовски и Трайко Прокопиев.
В 2006 на главния площад в града е поставен негов паметник, който обаче след половин година е унищожен. В 2008 година паметникът е възстановен.